# Baligród
Pour la gmina, voir Baligród (gmina).
Baligród est une localité polonaise, siège de la gmina de Baligród, située dans le powiat de Lesko en voïvodie des Basses-Carpates.